# Flöjtkonsert
Flöjtkonsert, konsert för flöjt och orkester, är ett verk för virtuos flöjtsolist och orkester. Verktypen uppstod under barocken och bland de första mästerverken i genren märks de av Vivaldi. Vid mitten av 1700-talet komponerade Quantz hela 300 konserter för instrumentet, men de mest kända verken torde vara konserterna av Mozart.